# Владимир Полянов
Владимир Полянов (болг. Владимир Полянов справжнє ім'я болг. Георги Иванов Тодоров; нар. 6 травня 1899 Русе — пом. 4 грудня 1988, Софія) — болгарський письменник, режисер, театральний діяч.

## Життєпис

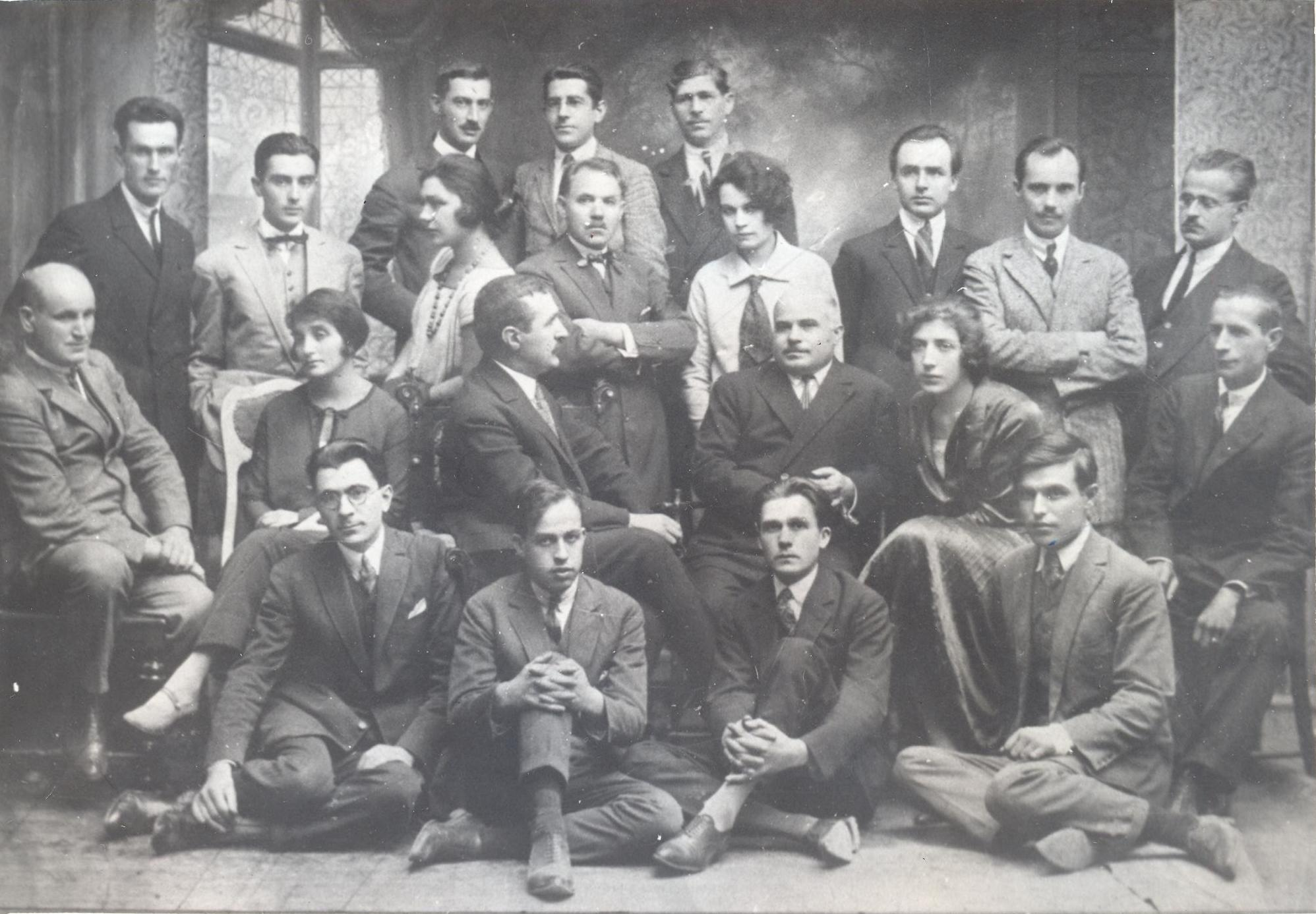
Групове фото. Полянов другий ліворуч в третьому ряду, 1925–1927

Народився 6 травня 1899 в Русе. Після закінчення гімназії в Софії, з 1919 по 1921 вивчав медицину в університетах Софії, Граца (Австрія) (1921) і Мюнхена (1922-1923). У 1922 відвідував курс філософії у Відні. У 1928 закінчив дипломатично-консульське відділення Вільного університету в Софії і режисерські курси у Варшаві в 1939.
Працював в софійській Народної бібліотеці (1924), секретарем Головної дирекції залізниць Болгарії (1924-1934), чиновником в Міністерстві народної освіти (1937, 1939-1941), директором Народного театру в Софії (1941-1944) і державної театральної школи (1942-1945).
Брав участь добровольцем у Другій світовій війні.
Був режисером театру в Бургасі (1946-1947), в Русе (1947), Народного молодіжного театру в Софії (1947-1951), Пловдиві (1951-1957) і Перниці (1957-1960).
Директор-режисер театрів в Слівені (1961—1963) і Разграді (1963-1965), головний режисер Родопського театру в Смоляни (1965-1970).
Один із засновників і секретар (1926-1932) Болгарського ПЕН-клубу.

## Вибрані твори
Автор збірників повістей, романів, драм, комедій.
- «Смърт» 1922
- «Комедия на куклите» Разкази 1923
- «Момичето и тримата» Разкази 1927
- «Рицари» Разкази 1927
- «Човекът в огледалото» 1927 (1931)
- «Двете страни на медала» Комедия 1928 (1934)
- «Слънцето угаснало» Роман 1928
- «Четири разказа» 1928 (1933)
- «Вик» Роман (1933)
- «Черните не стават бели» Роман 1932
- «Звезди в прозореца» Разкази 1935
- «Гладният вълк» Роман 1936
- «Бащи и синове» Драма 1937 (1938, 1948, 1962)
- «Крали Марко» Очерк по народни мотиви 1937
- «От крилатия змей до самолета» Кратка история на въздухоплаването 1938 (1948)
- «Ероика» Драма 1940
- «Веднъж тъй, после тъй» Комедия 1948
- «Случаят Иван Андреев» Повести и разкази 1978
- «Хроника на узряването» Роман 1979
- «Срещи по дългия път» Мемоарни импресии
- «Пътеки през неуловимото» Разкази, миниатюри 1988.
- «Вик» Повести и новели. Ранни диаболистични разкази 1989.
- «Диаболични повести и разкази» 1990.